# كوم العرب
قرية كوم العرب هي إحدى القرى التابعة لمركز طما بمحافظة سوهاج في جمهورية مصر العربية. حسب إحصاءات سنة 2006، بلغ إجمالي السكان في كوم العرب 7724 نسمة، منهم 3859 رجل و3865 امرأة.